# عدد مسبع

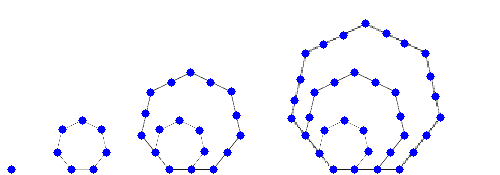

العدد المسبع هو عدد مضلعي يمثل شكل سباعي أضلاع. يعطى الرقم n منه بالعلاقة:
{\displaystyle {\frac {5n^{2}-3n}{2}}}.